# Jacques Bompaire
Pour les articles homonymes, voir Bompaire.
Jacques Bompaire, né le 16 janvier 1924 à Angers, mort le 6 mai 2009 au Chesnay (Yvelines), est un helléniste et un professeur des universités de langue et littérature grecques de la période romaine et byzantine.

## Biographie
Ancien élève de l'École normale supérieure de la rue d'Ulm (promotion 1943), il s'engage en 1944 pour le restant de la Deuxième Guerre mondiale.
Reçu premier à l'agrégation de lettres classiques en 1947, il est membre de l'École française d'Athènes en 1948. Il consacre sa recherche doctorale à Lucien de Samosate, et soutient en 1956 une thèse d'État intitulée Lucien écrivain. Imitation et création. Sa thèse complémentaire, soutenue la même année, est consacrée quant à elle aux Praktika de Xéropotamou, il y édite et commente des actes de recensement concernant le domaine foncier du couvent Xéropotamou au Mont Athos à l'époque byzantine.
L'année suivante, il est élu professeur de philologie classique à l'université de Rennes. Il est ensuite nommé recteur de l'académie de Nantes, puis recteur-adjoint de celle de Paris, après un passage de deux ans par celle de Nancy où il fait face à Mai 68, en particulier les événements des 5,6 et 7 mars 1968, au cours desquels les étudiants occupent les bâtiments des filles de la résidence universitaire. À sa demande, les policiers les empêchent d’accéder aux locaux et leur demandent d’évacuer les lieux sur le champ.
Il devient professeur à l'université Paris IV, dont il préside l'Institut de grec à partir de 1973. De 1981 à 1988, il est président de cette université, en succession de Raymond Polin. Il appartient à l'équipe « archives de l'Athos » du Centre de recherche d'histoire et civilisation de Byzance (chaire 23 du Collège de France/UMR 8167 du CNRS).
Il préside l'association Guillaume-Budé de 1989 à 1996, puis en devient le président d'honneur, jusqu'à sa mort. Il est président de la Société de l'histoire du protestantisme français de 1982 à 1990.
Membre fondateur de l'Union nationale inter-universitaire, il a été membre du GRECE et du comité de patronage de Nouvelle École.

## Ouvrages

### Ouvrages en tant qu'auteur
- 1974 : La paléographie grecque et byzantine, introduction en collaboration avec Jean Irigoin, Colloques internationaux du CNRS, no 559, Paris, 21-25 octobre 1974
- 1981 : « Photius et la Seconde Sophistique, d'après la Bibliothèque », dans Travaux et Mémoires, t. VIII, p. 79-86.
- 1993 : « Diplomatique et rhétorique à l'époque de Michel VIII Paléologue, 1258-1282 », dans Jean-Pierre Bardet et Madeleine Foisil (sous la direction de), La vie, la mort, la foi, le temps, mélanges offerts à Pierre Chaunu, Presses universitaires de France, p. 671-681
- (fr) Lucien écrivain. Imitation et création  (trad. du grec ancien), Paris, Éditions Robert Laffont, 2015 (1re éd. 1958), 1248 p. (ISBN 978-2-221-10902-1)
  - 2000 : Lucien écrivain. Imitation et création, Les Belles Lettres

### Ouvrages en tant qu'éditeur scientifique

#### Œuvres deLucien de Samosate
- Œuvres, texte établi et traduit en français par Jacques Bompaire, Paris, Les Belles Lettres, Collection des universités de France:
  - Tome 1, 2003, (contient Phalaris A, Phalaris B, Hippias, Dionysos, Héraclès , À propos de l'ambre ou des cygnes, Éloge de la mouche, Nigrinos, Vie de Démonax et La salle).
  - Tome 2, 2003, (contient Éloge de la patrie, Les « longue-vie », Histoires vraies A, Histoires vraies B, Qu'il ne faut pas croire à la légère à la calomnie, Le jugement des voyelles, Le banquet ou les Lapithes, Le pseudosophiste ou le soléciste, La traversée pour les enfers ou le tyran et Zeus confondu).
  - Tome 3, 2003, (contient Zeus tragédien, Le songe ou le coq, Prométhée, Icaroménippe ou l'homme qui va au-dessus des nuages et Timon ou le misanthrope).
  - Tome 4, 2008, (contient Charon ou les observateurs, Les vies des philosophes à l'encan, Les ressuscités ou les pêcheurs et La double accusation ou les tribunaux).